# Liste der Gemeindeverbände im Département Finistère
Das Département Finistère liegt in der Region Bretagne in Frankreich. Es untergliedert sich in 21 Gemeindeverbände.
Siehe auch: Liste der Gemeinden im Département Finistère

## Gemeindeverbände

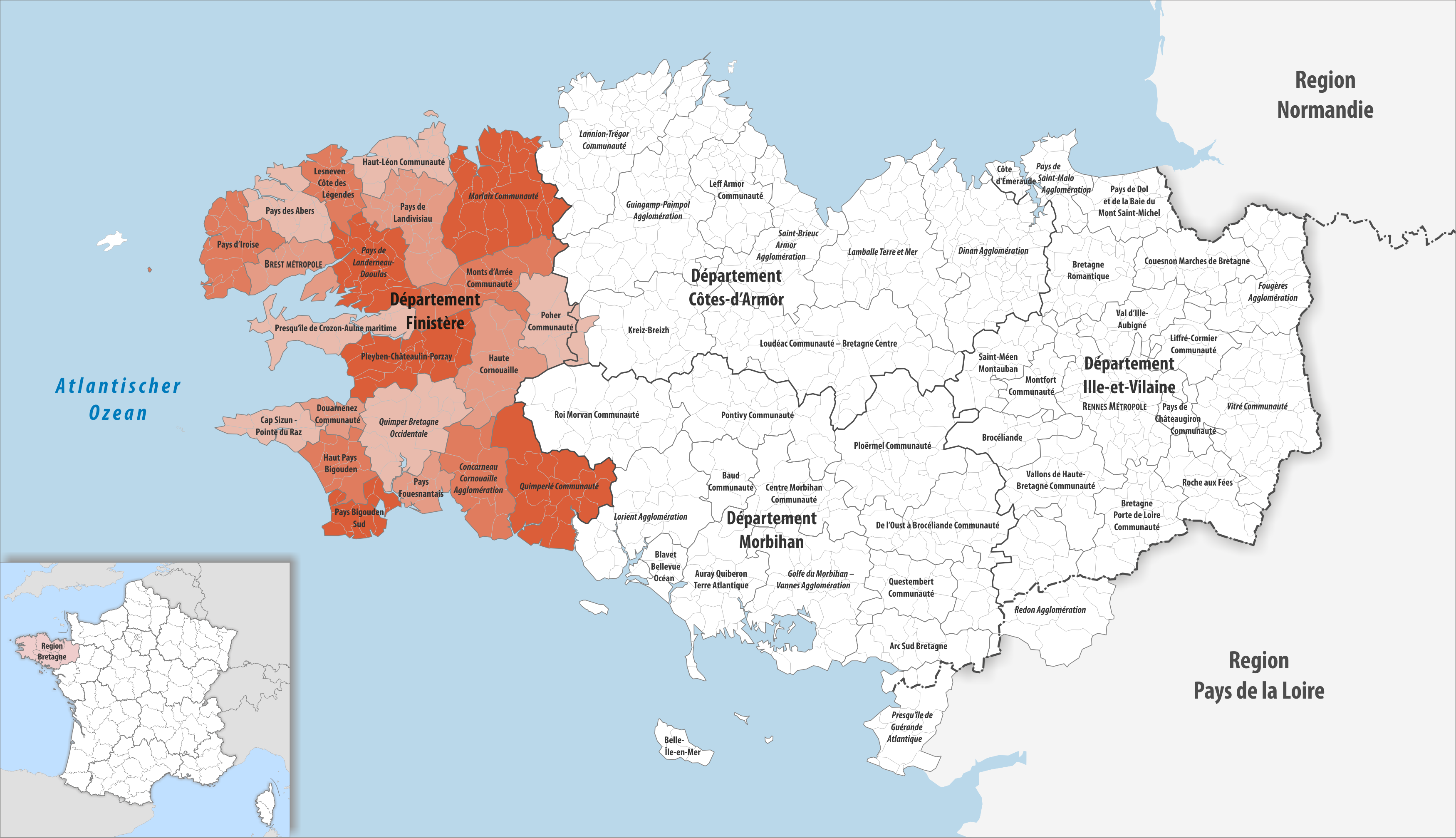
Gemeindeverbände im Département Finistère

| Gemeindeverband                       | Gemeinden im Départ./Verband | Einwohner 1. Januar 2022 | Fläche km² | Dichte Einw./km² | SIREN- Nummer | Rechtsform                 | Gründungsdatum    |
| ------------------------------------- | ---------------------------- | ------------------------ | ---------- | ---------------- | ------------- | -------------------------- | ----------------- |
| Brest Métropole                       | 8/8                          | 213.403                  | 218,37     | 977              | 242 900 314   | Métropole                  | 24. Mai 1973      |
| Cap Sizun-Pointe du Raz               | 10/10                        | 15.313                   | 177,37     | 86               | 242 900 629   | Communauté de communes     | 17. Dezember 1993 |
| Concarneau Cornouaille Agglomération  | 9/9                          | 52.012                   | 371,28     | 140              | 242 900 769   | Communauté d’agglomération | 30. Juni 1994     |
| Douarnenez Communauté                 | 5/5                          | 18.412                   | 105,51     | 175              | 242 900 645   | Communauté de communes     | 27. Dezember 1993 |
| Haut-Léon Communauté                  | 14/14                        | 31.706                   | 246,07     | 129              | 200 067 072   | Communauté de communes     | 26. Oktober 2016  |
| Haut Pays Bigouden                    | 10/10                        | 18.622                   | 211,14     | 88               | 242 900 710   | Communauté de communes     | 28. Dezember 1993 |
| Haute Cornouaille                     | 11/11                        | 14.917                   | 410,91     | 36               | 242 900 561   | Communauté de communes     | 17. Dezember 1993 |
| Communauté Lesneven Côte des Légendes | 14/14                        | 27.619                   | 202,78     | 136              | 242 900 793   | Communauté de communes     | 26. Dezember 1994 |
| Monts d’Arrée Communauté              | 12/12                        | 7.765                    | 393,38     | 20               | 200 067 197   | Communauté de communes     | 26. Oktober 2016  |
| Morlaix Communauté                    | 26/26                        | 65.507                   | 680,30     | 96               | 242 900 835   | Communauté d’agglomération | 30. Dezember 1999 |
| Pays Bigouden Sud                     | 12/12                        | 38.259                   | 167,09     | 229              | 242 900 702   | Communauté de communes     | 28. Dezember 1993 |
| Pays d’Iroise                         | 19/19                        | 50.017                   | 317,05     | 158              | 242 900 074   | Communauté de communes     | 8. Dezember 1992  |
| Pays de Landerneau-Daoulas            | 22/22                        | 49.868                   | 371,37     | 134              | 242 900 801   | Communauté d’agglomération | 26. Dezember 1994 |
| Pays de Landivisiau                   | 19/19                        | 33.667                   | 404,19     | 83               | 242 900 751   | Communauté de communes     | 31. Dezember 1993 |
| Pays des Abers                        | 13/13                        | 42.029                   | 271,02     | 155              | 242 900 553   | Communauté de communes     | 17. Dezember 1993 |
| Pays Fouesnantais                     | 7/7                          | 29.273                   | 130,25     | 225              | 242 900 660   | Communauté de communes     | 28. Dezember 1993 |
| Pleyben-Châteaulin-Porzay             | 17/17                        | 22.863                   | 426,89     | 54               | 200 067 247   | Communauté de communes     | 28. Oktober 2016  |
| Poher Communauté                      | 7/11                         | 15.416                   | 301,20     | 51               | 242 900 744   | Communauté de communes     | 31. Dezember 1993 |
| Presqu’île de Crozon-Aulne maritime   | 10/10                        | 22.603                   | 281,03     | 80               | 200 066 868   | Communauté de communes     | 1. Januar 2017    |
| Quimper Bretagne Occidentale          | 14/14                        | 102.574                  | 479,41     | 214              | 200 068 120   | Communauté d’agglomération | 17. November 2016 |
| Quimperlé Communauté                  | 16/16                        | 56.977                   | 606,99     | 94               | 242 900 694   | Communauté d’agglomération | 28. Dezember 1993 |